# Schertelita
La schertelita és un mineral de la classe dels fosfats. Rep el nom en honor d'Arnulf Schertel (24 de febrer de 1841, Múnic, Alemanya- 11 de març de 1902, Dresden, Alemanya), professor de mineralogia a l'Acadèmia Minera de Freiberg, Saxònia, Alemanya.

## Característiques
La schertelita és un fosfat de fórmula química (NH₄)₂MgH₂(PO₄)₂·4H₂O. Es tracta d'una espècie aprovada per l'Associació Mineralògica Internacional, i publicada per primera vegada a finals del segle xix. Cristal·litza en el sistema ortoròmbic.
Segons la classificació de Nickel-Strunz, la schertelita pertany a «08.CH: Fosfats sense anions addicionals, amb H₂O, amb cations de mida mitjana i gran, RO₄:H₂O < 1:1» juntament amb els següents minerals: walentaïta, anapaïta, picrofarmacolita, dittmarita, niahita, francoanel·lita, taranakita, hannayita, struvita, struvita-(K), hazenita, rimkorolgita, bakhchisaraitsevita, fahleïta, smolyaninovita, barahonaïta-(Al) i barahonaïta-(Fe).

## Formació i jaciments
És un mineral fosfat que es troba als dipòsits de guano de ratpenats, que va ser descobert a les coves de Skipton, al mont Widderin, dins el comtat de Corangamite (Victòria, Austràlia). També ha estat decrita a la cova Chaos, a Johannesburg (Sud-àfrica) i a la mina Marcel, a la localitat de Radlin (Voivodat de Silèsia, Polònia). Aquests tres indrets són els únics de tot el planeta on ha estat descrita aquesta espècie mineral.